# Anti-café
Ne doit pas être confondu avec Anticafé.
Pour les articles homonymes, voir Café (homonymie).

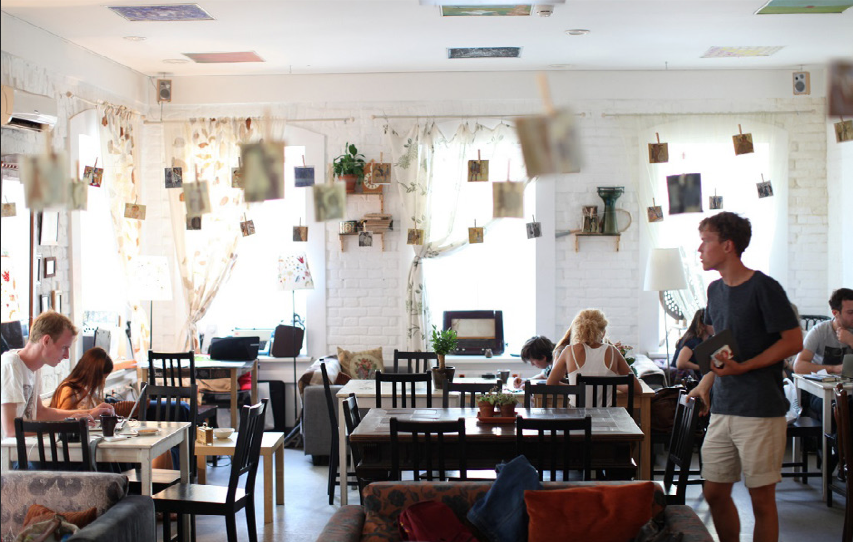
Ziferblat, un anti-café à Moscou

Un anti-café (parfois appelé café à la minute ou club horaire) est un lieu qui propose un espace de travail, de la nourriture et des boissons, où les clients ne paient que pour le temps qu'ils y passent. Les anti-cafés sont devenus populaires vers 2011 en Russie et dans certains pays de la CEI, avec l'ouverture d'autres anti-cafés indépendants à travers le monde. Les anti-cafés incluent la chaîne Ziferblat, fondée par l'écrivain russe Ivan Mitine en décembre 2010 à Moscou, le café « Slow Time », à Wiesbaden, ouvert en 2013, et « Dialogues », à Bangalore.
Les anti-cafés ciblent principalement les entrepreneurs, les nomades numériques, les étudiants et les créatifs qui ont besoin d'un endroit pas cher et pratique pour faire leur travail et rencontrer d'autres professionnels. Ils peuvent également être utilisés par les entreprises comme lieu de présentation et de conférence de presse à faible coût.

## Opération

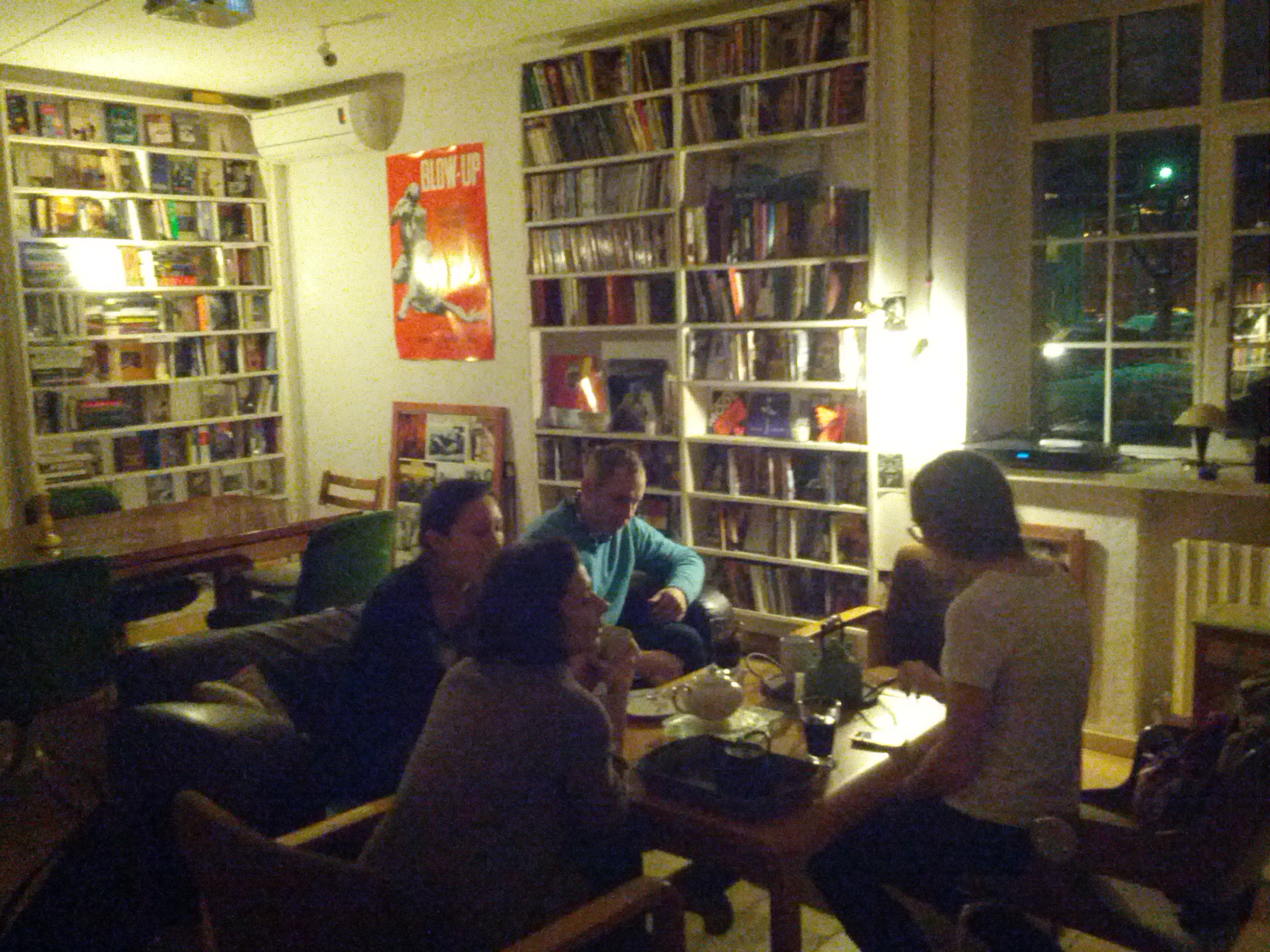
Laboratoire de la bibliothèque créative de Kaliningrad en 2012.

Les clients d'un anti-café ne paient pas directement ce qu'ils boivent et mangent, mais le temps qu'ils y passent, généralement facturé à la minute. Ils peuvent se servir du café, du thé, des collations et des bonbons. En plus de la nourriture et des boissons, les anti-cafés peuvent proposer des jeux de société, des bibliothèques de livres, des installations de coworking, une connexion Wi-Fi, des films et des consoles de jeux vidéo. Les services varient selon les espaces, certains proposant des déjeuners ou des brunchs.
Bien que tous les anti-cafés facturent du temps, les stratégies de prix varient. L'Anticafé à Paris facture à l'heure, mais les clients peuvent également payer un tarif journalier moins cher ,. D'autres comme Be'kech à Berlin ont la possibilité de payer à la minute. Un anti-café à Bordeaux utilise un modèle hybride de facturation d'un tarif fixe pour la première heure et à la minute au-delà.